# Eat the Heat
Eat the Heat (рус. «Съешь жару») — восьмой студийный альбом группы Accept, вышедший в 1989 году и первый, записанный без Удо Диркшнайдера.

## Об альбоме
Творческие разногласия Удо Диркшнайдера с другими членами группы дали о себе знать, и в 1987 году Удо был вынужден покинуть Accept и создать свою группу U.D.O. Общий смысл претензий к Удо сводился к тому, что он со своим тембром голоса и внешностью не способен петь любовные песни. С собой Удо, с согласия остальных членов Accept, забрал готовый жёсткий и тяжёлый материал, который был не нужен группе, поскольку она уже полностью ориентировалась на американский рынок. Группа занялась поисками нового солиста, и, прослушав более чем 200 претендентов, остановилась на Робе Эрмитеже (ex-Baby Tuckoo), обладающему действительно интересным голосом. Accept связывал немалые надежды с Робом, оплачивал уроки вокала, проживание, однако певец не оправдал надежд: дисциплинированность Роба оказалась не на уровне, и уже в марте 1988 года он был заменён Дэвидом Рисом (ex-Dare Force). Летом 1988 года группу безо всяких объяснений покинул Йорг Фишер, и на его место пришёл Джим Стэйси. Несмотря на то, что последний назван среди участников группы, все гитарные партии были записаны Вольфом Хоффманом.
Альбом стал достаточно успешным, но это произошло скорее из интереса к группе, нежели из-за музыкального материала, и после выхода альбома группа была распущена.
Песня «X-T-C» имеется в альбоме U.D.O. Nailed to Metal: The Missing Tracks (2003), который исполняется самим Диркшнайдером. Также была перепета песня «Generation Clash», которая носила название «Generation Clash II», но это было после воссоединения Accept.

## Список композиций
Все песни написаны Хоффман/Балтес/Кауфманн/Рис и Deaffy
1. «X-T-C» «Экстази» — 4:26
2. «Generation Clash» «Конфликт поколений» — 6:26
3. «Chain Reaction» «Цепная реакция» — 4:42
4. «Love Sensation» «Любовная сенсация» — 4:43
5. «Turn the Wheel» «Крути руль» — 5:24
6. «Hellhammer» «Адский молот» — 5:30
7. «Prisoner» «Заключённый» — 4:50
8. «I Can’t Believe in You» «Я не могу поверить в тебя» (только на CD) — 4:50
9. «Mistreated» «Униженный» — 8:51
10. «Stand 4 What U R» «Борись за то, что ты есть» — 4:05
11. «Break the Ice» «Разбей лёд» (только на CD) — 4:14
12. «D-Train» — 4:27 «Поезд „Д“» (только на европейском релизе)

## Участники записи
- Дэвид Рис — вокал
- Вольф Хоффман — гитара
- Петер Балтес — бас-гитара
- Джим Стэйси — гитара
- Штефан Кауфманн — ударные

## Видео
- Generation Clash (1989) видеоклип

## Позиции в хит-парадах
- ФРГ 15 место[10]
- Швеция 26 место[11]
- Норвегия 19 место[12]
- США 139 место[13]